# Vallsenap
Vallsenap (Sisymbrium irio) är en växtart i familjen korsblommiga växter. 